# Mohsin Raza Naqvi
Mohsin Raza Naqvi, né le 28 octobre 1978 à Lahore, est un homme d'affaires et homme politique pakistanais. Ministre en chef du Pendjab de 2023 à 2024, il est ministre de l'Intérieur depuis 2024.

## Biographie

### Jeunesse et formation
Né le 28 octobre 1978 à Lahore à Lahore dans une famille originaire de Jhang qui revendique une ascendance syed, il devient rapidement orphelin, puis est élevé par son oncle maternel. Comme beaucoup d'enfants issus de familles aisées, il fréquente la Crescent Model School à partir de ses études primaires, puis le Government College de Lahore. Il se rend ensuite aux États-Unis pour des études universitaires à l'université d'État de l'Ohio.

### Carrière professionnelle
Après avoir obtenu son diplôme universitaire, il entre comme stagiaire à CNN, avant qu'il ne soit recruté et ne devienne le représentant du réseau au Pakistan. Il se lance dans les affaires à l'âge de trente ans et prend la tête d'un groupe de presse.
Le 6 février 2024, il est élu président du Pakistan Cricket Board pour un mandat de trois ans.

### Parcours politique

#### Ministre en chef du Pendjab
En janvier 2023, après la dissolution de l'Assemblée provinciale du Pendjab, il est nommé ministre en chef du Pendjab par la commission électorale en vue des élections provinciales de 2024 au Pendjab pakistanais. Sa nomination fait suite à l'échec du gouvernement sortant formé par le Mouvement du Pakistan pour la justice et de l'opposition à se mettre d'accord sur un nom. Alors qu'il a été proposé par le chef de l'opposition Hamza Shehbaz Sharif et étant lui-même proche du Parti du peuple pakistanais, le PTI rejette sa nomination, l'accusant de partialité. Durant son passage, il se distingue par des visites nocturnes d'hôpitaux, des réalisations de projets sans les reporters ainsi que des campagnes incitant la population à passer le permis de conduire, en réduisant les frais.

#### Ministre de l'Intérieur
En mars 2024, après les élections législatives pakistanaises de 2024, il devient ministre de l'Intérieur dans le gouvernement Shehbaz Sharif II. Il confirme dans la foulée son intention de briguer un mandat de sénateur à l'occasion des élections sénatoriales pakistanaises de 2024. Il est déclaré élu le 27 mars.